# Joséphin Péladan

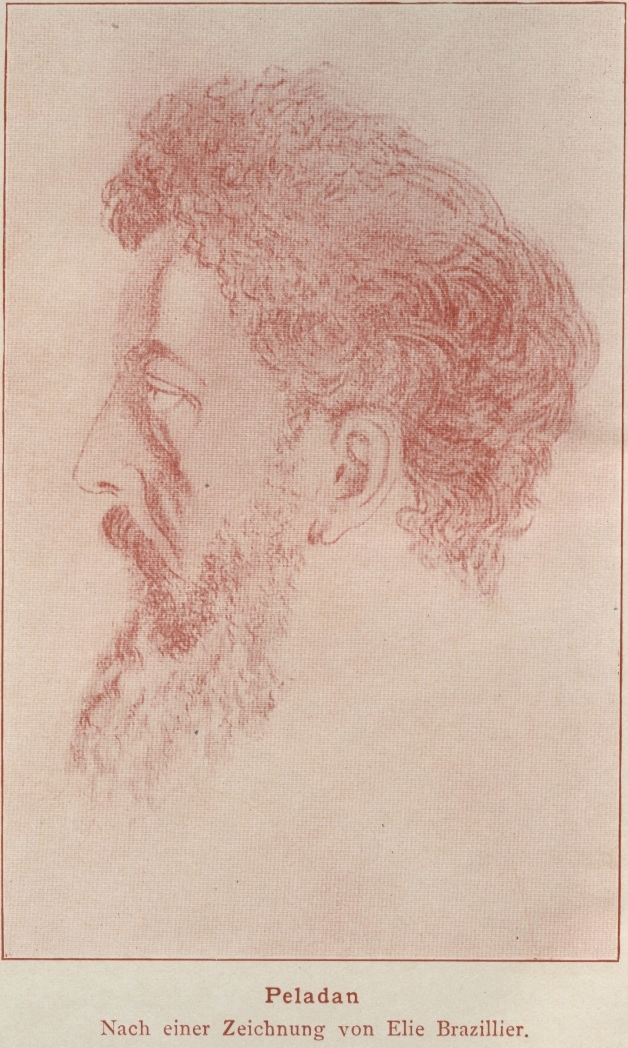
Joséphin Péladan

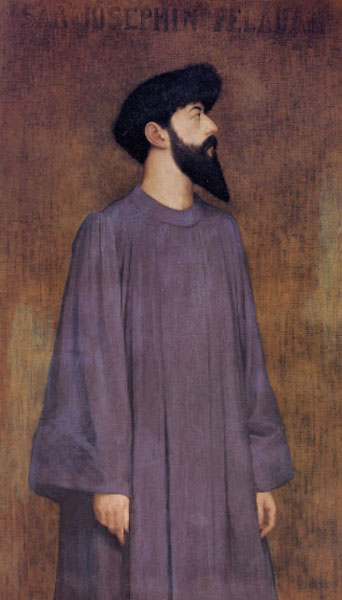
Péladan im exzentrischen Look eines assyrischen Priesters (Gemälde von Alexandre Séon, 1891)

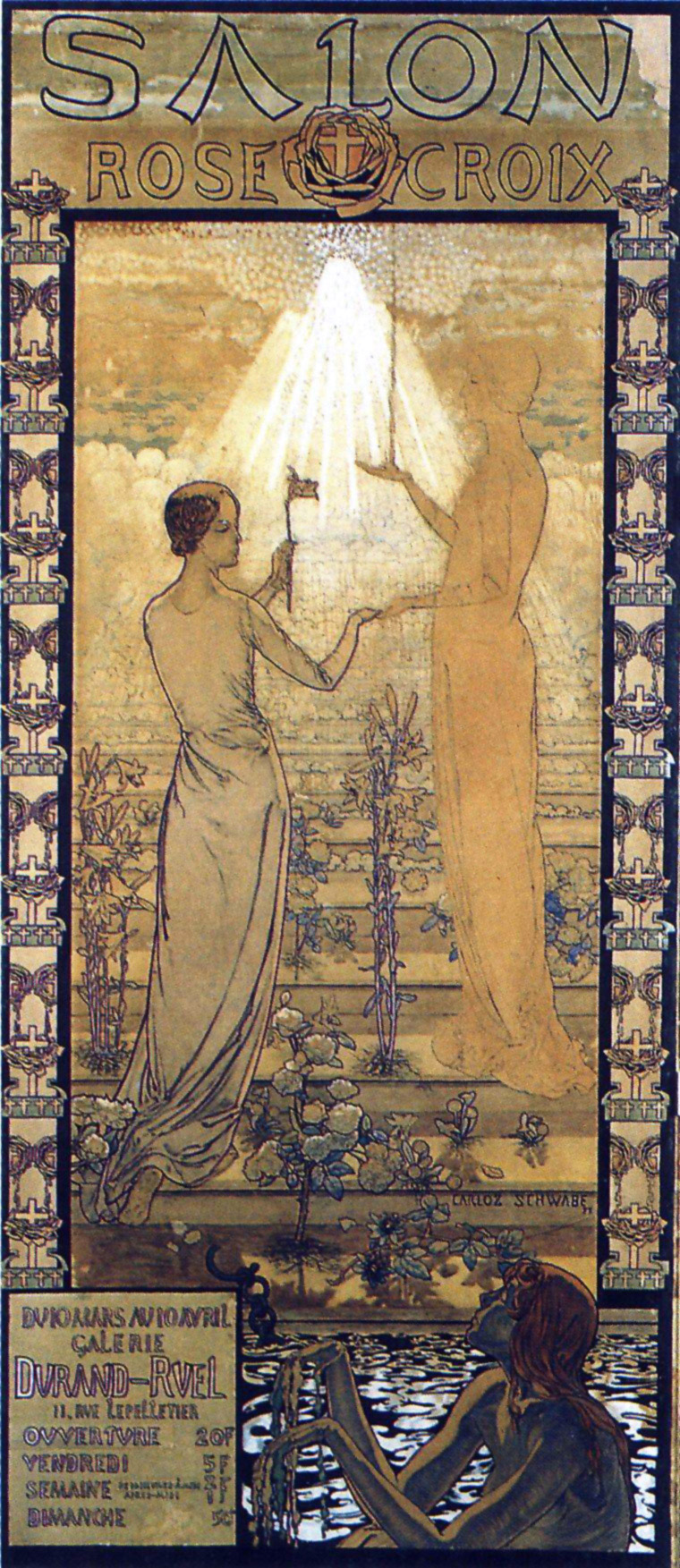
Werbeposter für Péladans Salon de la Rose + Croix.

Joséphin (Joseph) Péladan genannt »Sâr« Péladan (* 28. März 1858 bei Lyon; † 27. Juni 1918 in Neuilly-sur-Seine) war ein französischer Schriftsteller, Okkultist und Martinist.

## Leben und Wirken
Péladan stammte aus einer traditionell katholischen Familie aus Lyon. Sein Vater war Lehrer, gab eine katholische und monarchistische Zeitschrift heraus und versuchte unter anderem einen Kult um die (hypothetische) 6. Wunde Jesu ins Leben zu rufen. Péladans ältester Bruder, Adrian, war als Homöopath, Kabbalist und Orientalist tätig. Er befasste sich mit Mystik und schenkte Joséphin seine große hermetische Bibliothek.
Nach einem kurzen Angestelltenverhältnis bei einer Pariser Bankgesellschaft reiste Péladan nach Rom und Florenz, wo er sich in seinen zahlreichen Schriften und Studien intensiv mit den Werken von Leonardo da Vinci und der Renaissance auseinandersetzte, überdies hatte er eine Vorliebe für die Werke von Miguel de Cervantes und Richard Wagners Musiktheater (vornehmlich Parsifal) und kleidete sich gemäß Wagners Werken gern in weißen Tuniken mit himmelblauen Streifen.
1888 begründete Péladan mit Stanislas de Guaita den Ordre Kabbalistique de la Rose-Croix (OKRK) (Kabbalistischer Rosenkreuzerorden). Da sich Péladan schon bald von der satanischen Ausrichtung de Guaitas abgestoßen fühlte und ihn die theosophischerseits eingebrachten indischen Einflüsse störten, begann er seine esoterischen Interessen mehr mit einer katholischen Frömmigkeit zu verbinden, und begründete im Juni 1890 einen Rosenkreuzerorden katholischer Provenienz, den Ordre de la Rose Croix Catholique, du Temple et du Graal zu gründen.
1892 organisierte Péladan die erste Versammlung der Rosenkreuzer an der berühmten Pariser Galerie Durand-Ruel. An den ab 1892 bis 1897 jährlich stattfindenden Ausstellungen, „Salon de la Rose-Croix“ genannt, nahmen Künstler wie Émile Bernard, Antoine Bourdelle, Jean Delville, Emile Fabry, Ferdinand Hodler, Fernand Khnopff und George Minne teil. Aus Liebe und Verehrung zu seiner zweiten Frau, der Kunstkritikerin Christiane Taylor verzichtete Péladan alsbald auf seinen exzentrischen Lebensstil und trat nur noch selten an die Öffentlichkeit. 1908 wurde Péladan von der Académie française mit dem Prix Charles Blanc für sein Lebenswerk ausgezeichnet. Joséphin Péladan verstarb 1918 fast vergessen in Paris.

## Werke (Auswahl)
- Le Vice suprême, (deutsch: Das höchste Laster), erster Band von La Décadence Latine, Roman 1884
- Curieuse, 1885
- L'Initiation sentimentale, 1887
- Isthar, 1888
- Comment on devient mage, 1891
- Babylone, tragédie, 1895
- Le Prince de Byzance, tragédie, 1896
- Œdipe et le Sphinx, tragédie en prose, 1903
- Sémiramis, tragédie en prose, 1904
- La Dernière Leçon de Léonard de Vinci, essai, 1904
- De Parsifal à don Quichotte, essai, 1906

Übersetzungen
- Peladan: Das allmächtige Gold. Roman, verdeutscht von Emil Schering. 3. Auflage. Georg Müller Verlag, München 1918, DNB 36363973X.